# Eocenchrea albipennis
Eocenchrea albipennis är en insektsart som beskrevs av Frederick Arthur Godfrey Muir 1934. Eocenchrea albipennis ingår i släktet Eocenchrea och familjen Derbidae. Inga underarter finns listade i Catalogue of Life.